# E.G. Anthem -WE ARE VENUS-
《E.G. Anthem -WE ARE VENUS-》是日本女子組合E-girls的第9张单曲，於2014年7月9日由rhythm zone发售。

## 概要
- 《E.G. Anthem -WE ARE VENUS-》是E-girls三個月連續單曲發行的第一作。
- A面曲《E.G. Anthem -WE ARE VENUS-》是以E-girls自身為主題的樂曲，亦是NTT DOCOMO「dヒッツ 〜E-girls編〜」的電視廣告歌曲。
- B面曲《RYDEEN -Dance All Night- (m-flo Remix)》為第2張原創專輯《COLORFUL POP》主打曲目《RYDEEN 〜Dance All Night〜》的混音版本
- 與前作相同，E-girls全員均有選拔並參與。
- 此單曲有2個版本，分別有「CD+DVD」和「CD ONLY」。「CD+DVD」收錄了《E.G. Anthem -WE ARE VENUS-》的Music Video。
- 在7月21日於公信榜单曲週排行榜取得第2位。

## 選抜成员

### E.G. Anthem -WE ARE VENUS-
- 螢光字為主唱
  - Dream：Shizuka、Aya、Ami、Erie
  - Happiness：SAYAKA、楓、藤井夏戀、MIYUU、YURINO、川本璃、須田安娜
  - Flower：藤井萩花、重留真波、中島美央、鷲尾伶菜、武藤千春、市來杏香、坂東希、佐藤晴美
  - EGD：武部柚那、萩尾美聖、稲垣莉生、石井杏奈、山口乃乃華、生田梨沙、中嶋桃花、渡邉真梨奈

- 上一首單曲《Diamond Only》的選拔成員全部入選了本次的選拔成員。
- 川本璃首次選拔為單曲的主唱位置；Erie、武藤千春、 武部柚那繼《THE NEVER ENDING STORY ～告訴你一個小秘密～》後再選拔為主唱；而市來杏香繼《Celebration!》後再選拔為主唱。
- 杉枝真結和武田杏香因已離隊而沒有在選拔名單上。

### 巧克力
- 主唱：Shizuka、Aya、Ami、Erie、藤井夏戀、川本璃、鷲尾伶菜、武藤千春、市來杏香、武部柚那

## 收錄内容

### CD
1. E.G. Anthem -WE ARE VENUS-
（作詞：岡田マリア・Litz、作曲：CLARABELL、編曲：CLARABELL・ArmySlick）
2. 巧克力（ショコラ）
（作詞：藤林聖子・NA.ZU.NA、作曲：NA.ZU.NA、編曲：家原正樹・NA.ZU.NA）
3. RYDEEN -Dance All Night- (m-flo Remix)
（作詞：岡田マリア・MNDR、作曲：高橋幸宏、編曲：CLARABELL）
4. E.G. Anthem -WE ARE VENUS- (Instrumental)
5. 巧克力 (Instrumental)

### DVD
1. E.G. Anthem -WE ARE VENUS-（Music Clip）